# Do krwi ostatniej
Do krwi ostatniej – polski 7-odcinkowy serial wojenny opowiadający historię Pierwszej Dywizji Piechoty im. Tadeusza Kościuszki od jej utworzenia do bitwy pod Lenino. Serial jest telewizyjną wersją filmu „Do krwi ostatniej...” z 1978 roku.
Plenery: Moskwa, Kolina nad Wołgą, Syberia, okolice Ełku, Londyn, Morze Kaspijskie, Białowieża.

## Lista odcinków
1. Układ
2. Oni i my
3. Rozdroże
4. Kryzys
5. Przełom
6. Dywizja
7. Bitwa

## Obsada aktorska
- Anna Dymna − Ania Gawlik
- Marek Lewandowski − porucznik Andrzej Radwan
- Jerzy Trela − Zygmunt Gawlik, brat Ani
- Henryk Bista − Wilhelm Kubsz, kapelan 1 Dywizji Piechoty
- Giennadij Piecznikow − Andriej Wyszyński
- Kazimierz Witkiewicz − Władysław Sikorski

| - Andro Kobaładze − Józef Stalin - Wiesław Wójcik − porucznik Jerzy Raszeński - Barbara Brylska − Ewa Koszelska - Wojciech Pilarski − Zygmunt Berling - Katarzyna Skolimowska − Wanda Wasilewska - Witold Pyrkosz − major Wysokoński - Marek Walczewski − Władysław Anders - Leonard Pietraszak − kapitan Wicherski - Jerzy Tkaczyk − porucznik Daniecki - Leszek Kubanek − Leon Bukojemski, dowódca dywizyjnej artylerii - Andrzej Rettinger − Józef Retinger |  | - Nikolaj Zasuchin − Wiaczesław Mołotow - Jerzy Braszka − Bronisław Lachowicz, dowódca I batlionu 1 pułku piechoty/adiutant Sikorskiego - Jacek Zejdler − Zbyszek Trepko, syn Zygmunta Gawlika - Roman Sikora − Stanisław Kot, ambasador Polski w ZSRR - Lidia Fiedosiejewa-Szukszyna − Jekaterina Pawłowna - Irina Pieskowa − Jekatierina Pietrowa, sąsiadka Ani Karskiej - Józef Para − ambasador Archibald Clark-Kerr - Mirosław Szonert − Stanisław Mikołajczyk - Kazimierz Meres − Anthony Robert Eden |

Postacie epizodyczne:
| - W. Badajew − oficer radziecki - Artur Barciś − ranny żołnierz radziecki w szpitalu - N. Barmin − generał radziecki - Tomasz Borkowy − żołnierz 1 Dywizji Piechoty - Edward Bukowian − żołnierz 1 Dywizji Piechoty - Bolesław Idziak − żołnierz 1 Dywizji Piechoty - W. Jagoda − żołnierz radziecki - Eugeniusz Kamiński − żołnierz 1 Dywizji Piechoty - Edmund Karwański − komunista - Tomasz Kasprzykowski − żołnierz 1 Dywizji Piechoty - Bogdan Lęcznar − żołnierz 1 Dywizji Piechoty - Juliusz Lisowski − stary wiarus 1 Dywizji Piechoty - Gustaw Lutkiewicz − oficer 1 Dywizji Piechoty - Bogusław Marczak − oficer Armii Andersa |  | - Władimir Marienkow − oficer I Dywizji - Wiktor Markin − generał radziecki - Hanna Mikuć − żołnierz 1 Dywizji Piechoty - Oleg Mokszancew − generał radziecki - Włodzimierz Nakwaski − oficer Armii Andersa - Stefan Paska − żołnierz 1 Dywizji Piechoty - Jerzy Próchnicki − oficer Armii Andersa - Ryszard Ronczewski − Piwski, konfident rządu londyńskiego u komunistów - Witold Skaruch − komunista - Lech Sołuba − oficer 1 Dywizji Piechoty - Edward Sosna − żołnierz 1 Dywizji Piechoty - Zbigniew Stawarz − żołnierz 1 Dywizji Piechoty - Wasilij Szulgin − pułkownik Kondratiuk - Zdzisław Szymborski − sekretarz - Barbara Wałkówna − urzędniczka w Delegaturze Ambasady Polskiej w Krasnojarsku - N. Wołkow − żołnierz radziecki - Kazimierz Wysota − oficer radziecki pod Lenino - K. Zabielin − generał radziecki - Józef Zbiróg − delegat Ambasady Polskiej w Krasnojarsku - Wojciech Ziętarski − komunista |

A także: Piotr Augustyniak, Maria Białobrzeska, Jacek Brick, Irena Burawska, Zbigniew Geiger, Barbara Gołębiewska, Irena Hrehorowicz, Marek Jasiński, Stanisław Jaszkowski, Zdzisława Malska, Stanisław Nałęcz-Koczanowicz, Wladimir Nosik, Marek Nowakowski, Marcin Sosnowski, Marian Szul, Krystian Tomczak, Andrzej Wykrętowicz, M. Sobczak